# Bron

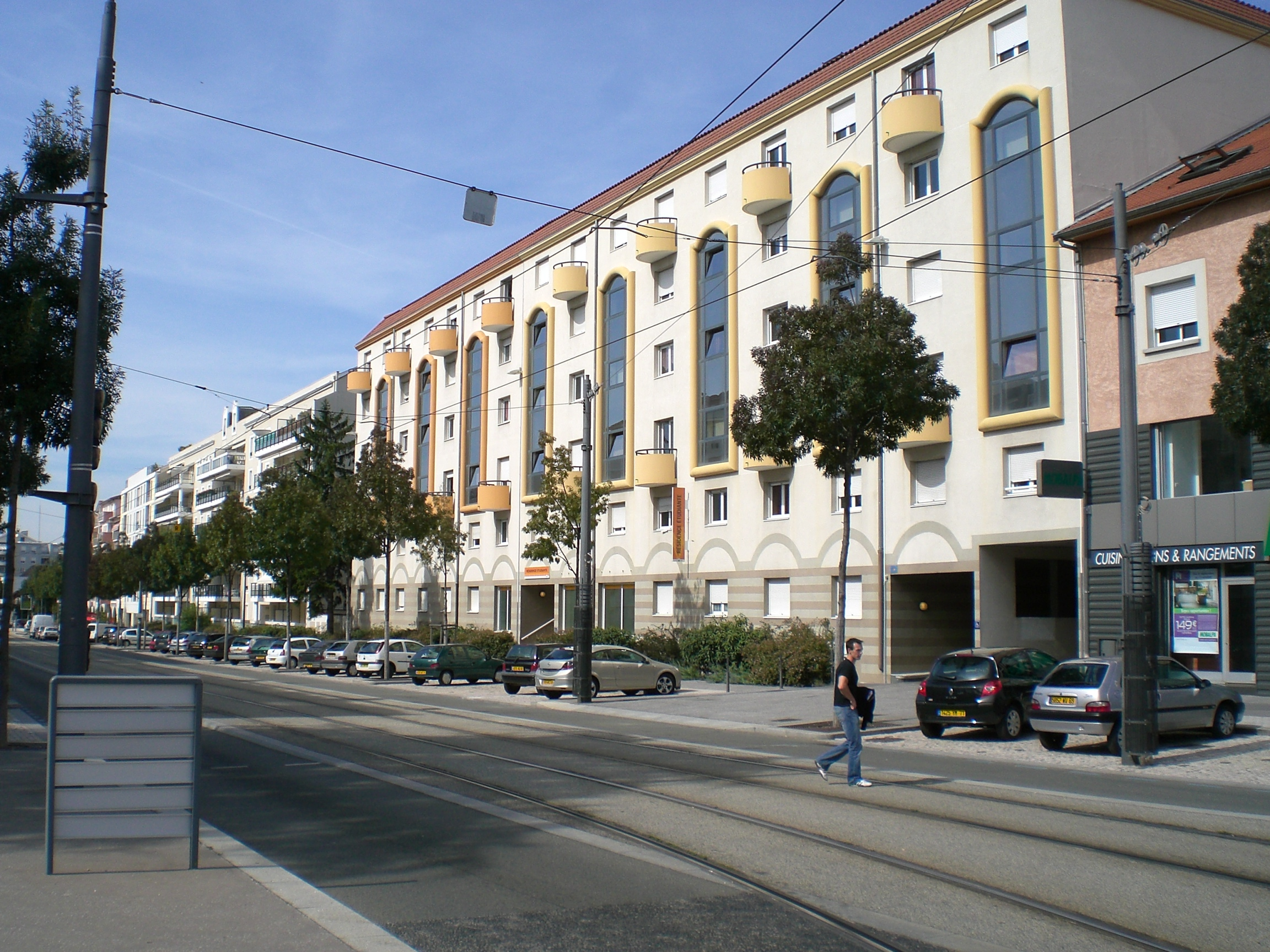
Aleja Franklina Roosevelta w Bron, 2007

Bron – miejscowość i gmina we Francji, w regionie Owernia-Rodan-Alpy, w departamencie Rodan.
Według danych na rok 1990 gminę zamieszkiwały 39 683 osoby, a gęstość zaludnienia wynosiła 3853 os./km² (wśród 2880 gmin regionu Rodan-Alpy Bron plasuje się na 14. miejscu pod względem liczby ludności, natomiast pod względem powierzchni na miejscu 1100.).

## Miasta partnerskie
- Weingarten, Niemcy